# Annika Begiebing
Annika Begiebing (* 1. November 1981 in Hildesheim als Annika Wichmann) ist eine deutsche Fernsehmoderatorin und Synchronsprecherin.

## Leben
Annika Begiebing absolvierte 2001 das Abitur an der Michelsenschule in Hildesheim. Im Anschluss daran machte sie beim Hörfunksender Radio Mainwelle in Bayreuth ein Volontariat. zur Rundfunkredakteurin. Dabei moderierte sie eine tägliche Magazinsendung und war außerdem als Nachrichtensprecherin tätig und als Reporterin unterwegs.
Im April 2004 wechselte sie zum WDR nach Köln, wo sie beim Radiosender 1 Live als Reporterin tätig war und Politiker und Stars interviewte sowie als Hörfunkmoderatorin Themen präsentierte.
Seit 2001 arbeitet Begiebing als Sprecherin für Hörfunk und Fernsehen. Überdies machte sie in Hörspielen mit und las Hörbücher ein. Ausschlaggebend für die Tätigkeit als Sprecherin war ein Volontariat im Jahr 2003 und eine fortlaufende freie Mitarbeit in dem Kölner Tonstudio sounds fresh (ehemals audio media design).
Ab dem 25. August 2008 moderierte Begiebing im WDR Fernsehen die täglich aktuelle Magazinsendung Lokalzeit aus Düsseldorf (Mo-Sa, 19:30-20 Uhr, live), sowie das Informationsmagazin daheim + unterwegs. (Mo–Fr 16:15–18:00 Uhr, live), die seit August 2017 hier + heute heißt. Im Studio waren regelmäßig Prominente (Schauspieler, Sänger und Buchautoren) sowie Experten aus den Bereichen Wissenschaft, Medizin, Gesundheit, Wirtschaft, Politik, Kultur zu Gast.
In ihrer Zeit beim WDR moderierte Annika Begiebing über 1000 Live-Sendungen. Darunter auch Live-Sondersendungen, wie der „Japantag aus Düsseldorf“, den Start der „Tour de France“, oder den „Eurovision Song Contest“. Im Jahr 2018 wechselte sie zum Sender RTL und moderiert dort seit Juli 2018 das Magazin Life – Menschen, Momente, Geschichten (immer samstags, 19:05–20:15 Uhr). Die Sendung ist ein Drittsendelizenz-Format im Auftrag der Niedersächsischen Landesmedienanstalt, welches auf RTL Television Deutschland ausgestrahlt wird. Produziert wird „Life“ von der SAGAmedia Film- und Fernsehproduktion GmbH mit Sitz in Köln. „Life“ steht für konstruktiven, positiven und unabhängigen Journalismus, den es so vorher im RTL Programm nicht gab. Annika Begiebing vermittelt ihren Zuschauern in der Sendung u. a. internationale und innovative Wissens-Beiträge. Für ihre Sendung ist Annika Begiebing auch selbst als Reporterin weltweit unterwegs.

### Privates
Begiebing ist verheiratet und Mutter eines Sohnes (* 2014) und einer Tochter (* 2020).
Annika Begiebing hat verschiedenfarbige Augen (Iris-Heterochromie).

## Fernsehauftritte

### Moderation
- 2004–2008: 1 Live (WDR)
- 2008–2018: Lokalzeit Düsseldorf (WDR)
- 2008–2018: Daheim + unterwegs (WDR)
- seit 2018: Life – Menschen, Momente, Geschichten (RTL)

### Gastauftritte
- seit 2018: Die 10... / Die 25... (RTL)